# Родригес, Алан
Алан Родригес де Соуза (порт. Allan Rodrigues de Souza; 3 марта 1997, Порту-Алегри) — бразильский футболист, полузащитник клуба «Фламенго».

## Клубная карьера
Алан является воспитанником академии «Интернасьонала», с раннего возраста считался одним из самых перспективных футболистов команды. Летом 2015 года он перешёл в английский «Ливерпуль» и был отдан в аренду команде СИК. В Вейкауслиге Алан дебютировал 10 сентября в матче против клуба КуПС. Он забил гол в этой встрече. 23 сентября Алан забил ХИКу с углового удара.

## Стиль игры
Крепкий центральный полузащитник, обладает точным и сильным пасом. В нём прекрасно сочетаются атакующие и защитные умения. Манерой игры напоминает Лукаса Лейву.

## Титулы и достижения
- Чемпион штата Минас-Жерайс (3): 2020, 2021, 2022
- Чемпион Бразилии (1): 2021
- Чемпион Кубка Бразилии (1): 2021
- Обладатель Суперкубка Бразилии (1): 2022
- Чемпион Финляндии (1): 2015